# セカンドキャリア
セカンドキャリアとは人事労務用語で「第二の人生における職業」を意味する。
英語で「第二の」を意味する second と「経歴」を意味する career を組み合わせた和製英語。元々はプロスポーツ選手の現役引退後のキャリアチェンジを指す用語であったが、日本で終身雇用制度が薄らぐにつれて、会社員や公務員の定年退職後や、女性の出産や育児に伴う離職後の復職を含めて指す様になっている。

## プロスポーツ選手の場合
Jリーグでは2002年よりセカンドキャリア支援のために、キャリアサポートセンターという組織を設置している。このことによって引退した元Jリーグ選手は、キャリアサポートセンターの支援によって受け入れ企業が見つけられたり、就職への啓蒙や動機付けが行われるようになっている。
また、プロボクシング界では日本ボクシングコミッションが音頭を執り元プロボクサーを警察官採用へ導いている他、大橋ボクシングジムが焼肉店を開店したり、真正ボクシングジムが所属選手を営業及び運営の社員として雇用するなど、独自にセカンドキャリア支援に取り組むジムも目立っている。
官民でこうした支援が行われている一方、職業選択に失敗して悲惨な人生を送っている者も多く存在する。例えば元プロ野球選手ならば従来、野球解説者や評論家・コーチなど、野球に関する業務に就ける者が多かったものの、近年は地上波におけるプロ野球中継の削減などでそうした道が狭まっているのが実情である。
セカンドキャリアで最も苦労するのがそれなりに活躍できていた元一流選手とされる。これは、スポーツで成功できずに早い段階で引退した選手ならば、プライドも無いことから切り替えが容易であるものの、実績を残した選手ならば周囲はどう扱えばよいのか困るし、本人も一から始めるという意思がない。元選手に擦り寄ってくる者も多いため、引退後に不安になっている状態で話を聞いてしまい騙されたという者も多い。ある程度活躍できていた選手ならば、現役時代に高給をもらい金遣いが荒くなっている。だが引退すれば大金が入ってこなくなり地道に働いてようやく人並みの給料であるため、現役時代の派手な生活を改めないと行き詰る。だがこれが改まらずにもっと金が欲しいと思ったとき、誘惑に負けて詐欺などを行ってしまい、犯罪者となってしまう者もいる。2004年には元プロ野球選手の小川博が強盗殺人事件を犯し、大きな波紋を呼んだ。
元スポーツ選手による犯罪事件は当人のみならず、当該競技のブランドイメージ低下、ひいては子供にスポーツを辞めさせるといった親の意識が生まれてしまい、普及や強化の阻害要因となり、スポーツ市場の縮小に繋がるため、引退選手のセカンドキャリアはスポーツ界全体で考える必要が生まれている。
NPBのプロ野球選手のセカンドキャリアは「プロ野球選手の8割は引退後に自己破産する」と誇張して伝わることもある。
一度引退した後に現役復帰する選手も少なからず存在するが、その中には伊達公子のように「復帰してからがセカンドキャリア」と公言する者もいる。